# Флотация
Флотацията е един от най-разпространените методи за разделяне на смеси, като се използва повърхностното напрежение на водата. Методът се основава на разликите в химическите свойства на частиците, тъй като някои се омокрят изцяло от водата, а други не.
Флотация е необходима при разделянето на ситно раздробени минерали. Например, когато с флотация се разделят сфалерит от галенит, галенитът потъва, а сфалеритът, тъй като не се мокри лесно от водата, плава, поддържан от повърхностния слой.
Флотация се използва и за пречистване на отпадни води в някои технологии от леката и тежка промишленост.

## Флотация в литературата
- „Флотация“, Константин Павлов